# Germán Denis
Germán Gustavo Denis (Lomas de Zamora, 10 de setembro de 1981) é um futebolista argentino que joga como atacante. Atualmente, joga pelo La Fiorita de San Marino.

## Carreira
Teve início sua carreira futebolística no Club Atlético Talleres de Remedios de Escalada, clube do qual ainda é torcedor. Sua estreia profissional ocorreu em 1997. 
Em 1999, foi transferido ao Quilmes. Em meados de 2000 tem seu passe vendido ao Los Andes, onde jogou durante uma temporada.
Em 2001, iniciou sua "aventura" europeia, jogando por duas temporadas no Cesena da Itália. Apesar disso, não consolidou-se como titular e encerrou seu contrato, marcando sua volta ao país.
Em seu regresso ao futebol da Argentina, em 2003 jogou pelo Arsenal de Sarandí, onde destacou-se como goleador. Seu melhor momento naquela equipe foi sem dúvida durante a temporada 2004/2005 onde formou uma efetiva dupla de ataque junto ao experiente goleador José Luis Calderón.
Em meados de 2005 foi transferido ao Colón de Santa Fe, onde jogou por uma temporada. No clube santafésimo também voltou a armar uma boa dupla ofensiva com outro artilheiro de experiência, como Esteban Fuertes, tendo Denis anotado 7 gols no Clausura 2006.
En julho de 2006 voltou a jogar em uma equipe grande, sendo adquirido pelo Independiente por um  expresso pedido realizado pelo treinador Jorge Burruchaga, que já o havia dirigido no Arsenal de Sarandí. Seu rendimiento não foi o esperado, mesmo assim foi assediado pelos fãs. Marcou 6 gols no Apertura 2006 e talvez seu rendimiento fora mais baixo no Clausura 2007 onde conseguiu anotar apenas quatro gols.
Parecia que Denis não continuaria no Independiente, porém o novo treinador da equipe Pedro Troglio pediu que seguisse e garantiu a titularidad. Sem dúvidas o Apertura 2007 foi o torneio em que ele jogou muito e melhor, tendo excelentes partidas e marcando nada menos que 18 gols, tendo conseguido a segunda maior marca de artilharia em torneios denominados curtos do Futebol Argentino.
Germán Denis tem o recorde como maior goleador do Independiente em um campeonato curto, superando os 17 gols de José Luis Calderón no Clausura 1999. Suas grandes atuações motivaram-o a que Alfio Basile o convocasse pela primeira vez para integrar a Seleção Argentina.
Em 16 de fevereiro de 2008 foi expulso pela primeira vez em sua carreira, jogando pela 2° partida do Clausura 2008 contra o Tigre. Neste torneio marcou 9 gols.
Em julho de 2008 assinou contrato com a SSC Napoli da Itália. Com a SSC Napoli marcou 2 gols para sua equipe (Copa UEFA) e outros 7 gols na Série A 2008/2009 posicionando-o em 2º lugar como um dos maiores artilheiros da Série A en um início de temporada.
Em 17 de agosto de 2010, foi para a Udinese, com apenas parte de seus direitos vendidos. E depois de uma temporada no clube, a Udinese compra os direitos totais do jogador.
Em 25 de agosto de 2011, se transfere por empréstimo ao Atalanta com opção do clube comprá-lo ao final da temporada. Marcou seu primeiro gol pela equipe em uma vitória por 1 a 0 contra o Palermo e terminou como artilheiro da equipe com 16 gols. Em 19 de junho de 2012, o clube anunciou a contratação definitiva do jogador.

## Seleção nacional
Em 7 de outubro de 2007 foi convocado pela primeira vez para integrar a Seleção Argentina, para os enfrentamentos contra o Chile e a Venezuela pelas duas primeiras partidas da eliminatórias sul-americanas para a Copa do Mundo de 2010.
Finalmente estreou na Seleção Argentina em 16 de outubro de 2007, pela segunda partida das eliminatórias do Mundial para a África 2010, na partida em que a Argentina derrotaria a Venezuela por 2 a 0. Entrou substituindo Carlos Tévez aos 35 minutos do segundo tempo.

## Títulos individuais
- Melhor marcador do Torneio Apertura 2007